# Alkove
Alkoven (fra spansk alcoba som stammer fra arabisk: al- (artikel) og qubbah (القبة), hvælving) er en lukket sengeniche i væggen eller i et vægfast skab med skyde- eller fløjdøre; eller med et forhæng for. En alkove er typisk kortere end nutidige senge, da man før i tiden har anvendt et meget højt hovedleje, så man stort set har siddet op. De er bredere med plads til flere. Alkoven lå ofte mellem stue og køkken.
Alkoven kaldes på Fyn indbygget seng, på Bornholm sengehul, på Rømø og Fanø tætseng og i Sydslesvig indelukket seng. Betegnelsen hulseng forekommer også nogle steder jf. Jysk Ordbog.
En alkove kan også være et fritstående sengeskab, altså et møbel. Det forekom i Sverige.